# Tricholaena
Tricholaena là một chi thực vật có hoa trong họ Hòa thảo (Poaceae).

## Loài
Chi Tricholaena gồm các loài: